# Canari (piève)
Pour les articles homonymes, voir Canari (homonymie).
Canari (en corse : Canari /ˈkanari/) est une ancienne piève de Corse. Située dans le nord-est de l'île, elle relevait de la province du Cap Corse sur le plan civil et du diocèse de Nebbio sur le plan religieux.
La piève de Canari est le reliquat d'un fief au territoire plusieurs fois modifié, relevant des seigneurs Gentile de 1109 à 1768.

## Géographie
La piève de Canari correspondait au territoire des actuelles communes de :
- Canari ;
- Barrettali.

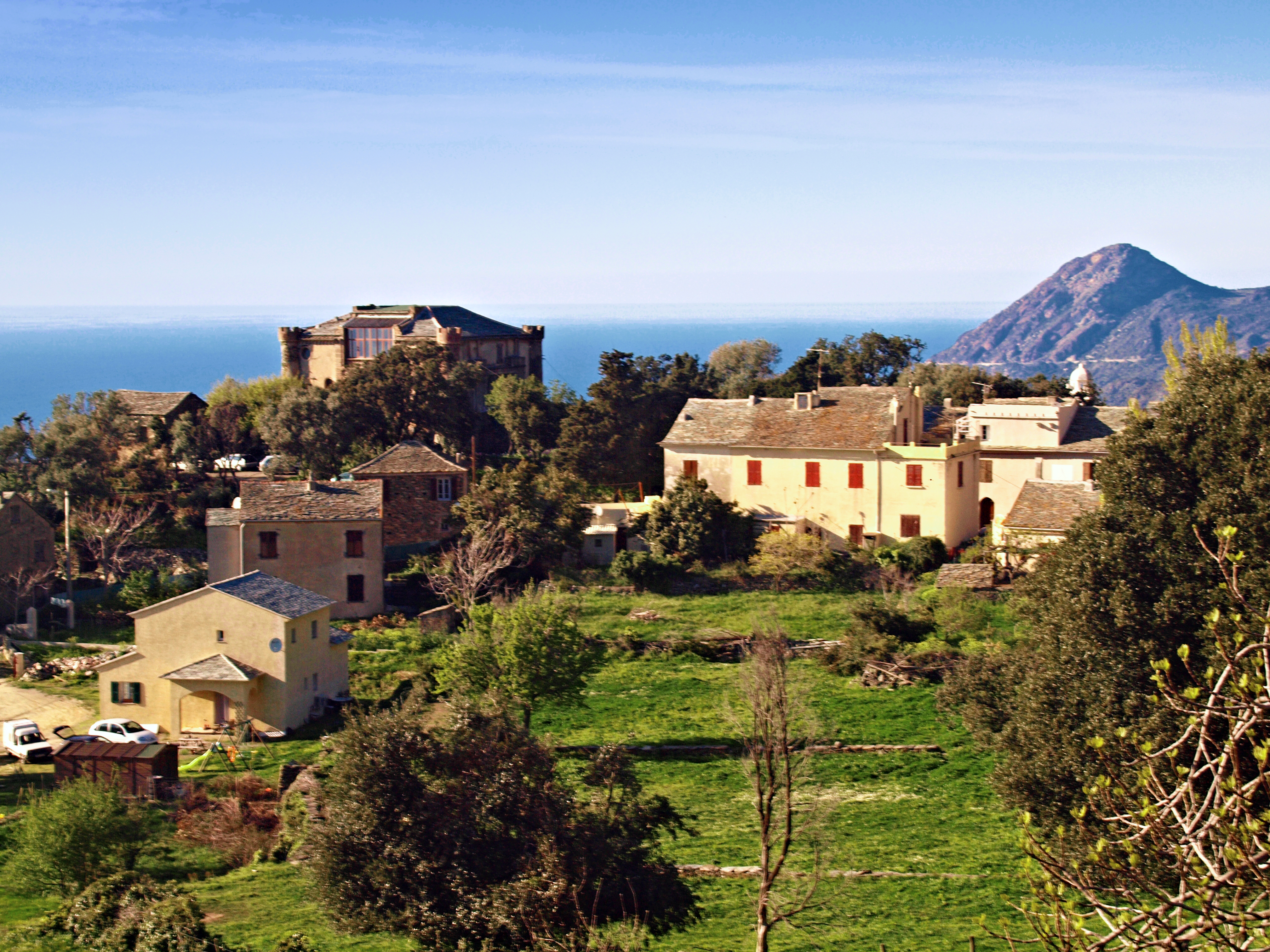
Canari.
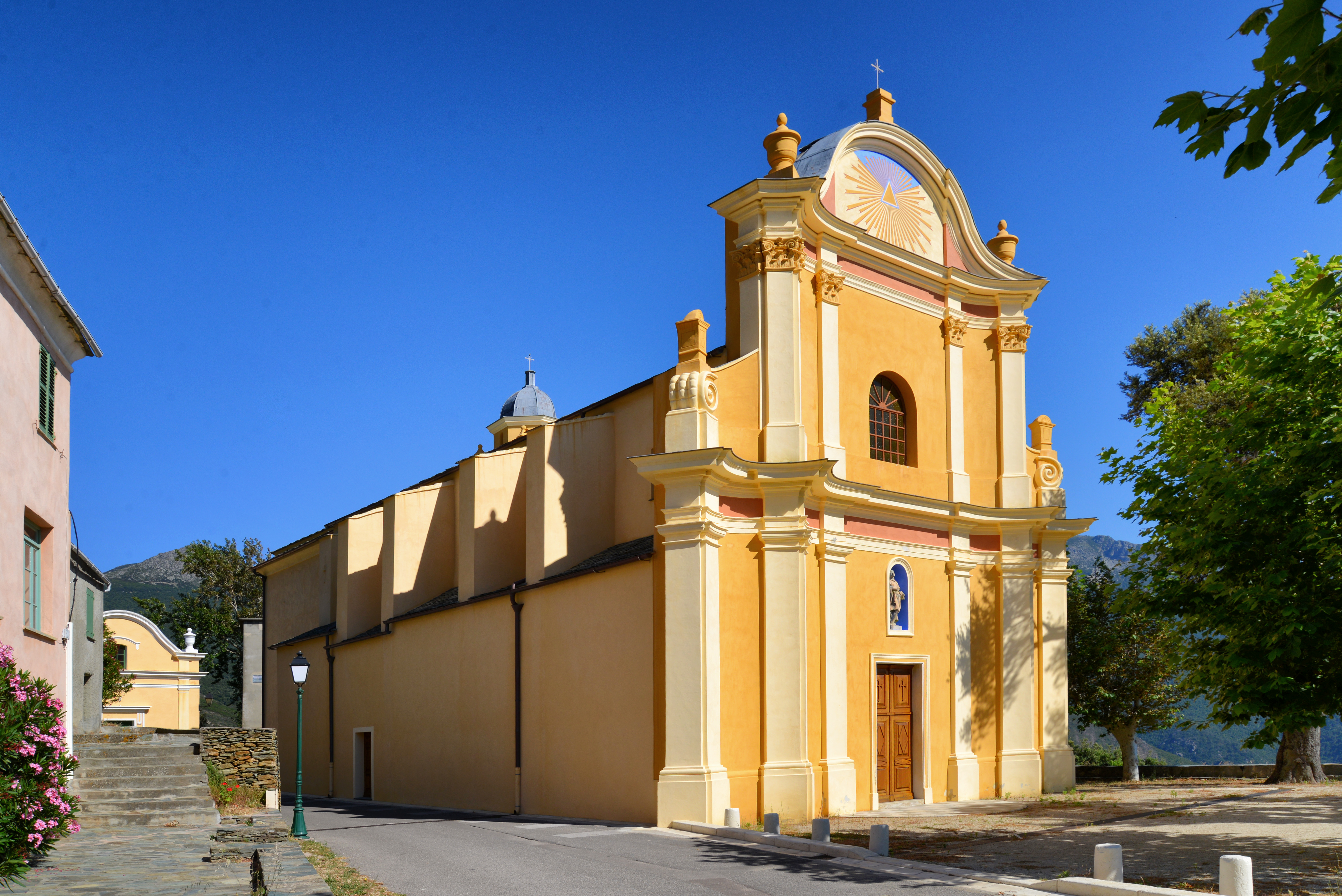
Barrettali.

Les pièves voisines de Canari sont :
Vers 1536 le fief de la seigneurie De Gentile était représenté par la pieve de Canari qui avait pour lieux habités :
- Canari, Canari
- Salisse, Salge abandonné
- Marsoga, Masogna ruiné
- li Olmi, Olmi
- lo Solaggiola, Solaru
- Pinzuta, Pinzuta
- le Piazze, Piazza
- Ichina, Chine
- lo Vignale, Vignale
- la Marincha, Marinca
- Rigaglia
- Linaghje, Linaje détruit en 1553 par les Génois
- la Figagiola, Ficajola

Le fief était entouré au nord, par le fief de San Colombano, à l'est par celui de Brando et au sud par le fief de Nonza.
Au XVIIe siècle, la piève religieuse de Canari s'étendait à la fois sur Canari et Barrettali. Elle était enclavée entre les pièves religieuses de Luri au nord, Brando à l'est et Nonza.

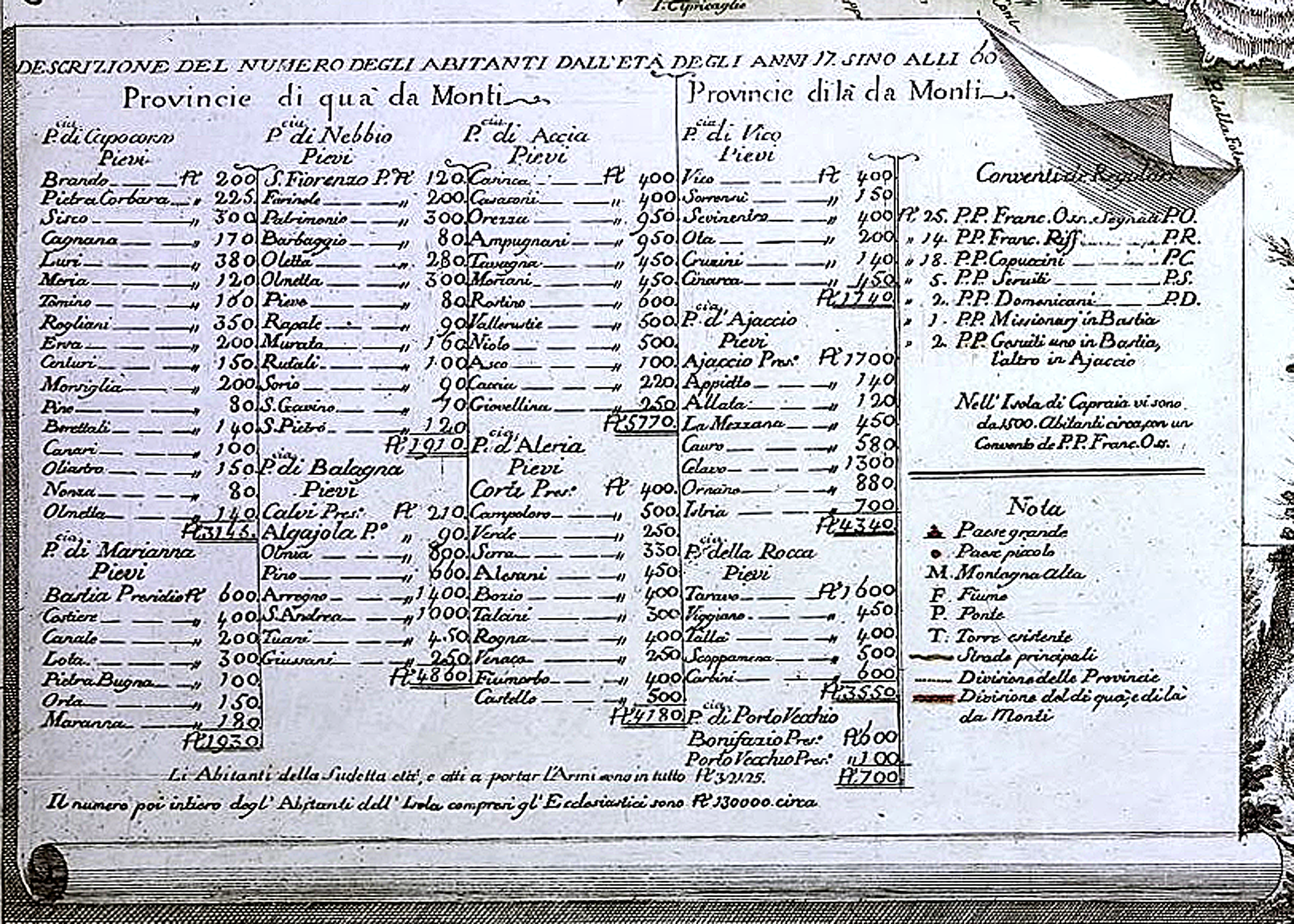
Extrait de la Carta dell'Isola di Corsica par Domenico Policardi (1769)

Les lieux habités de Barrettali étaient :
- Conchilio, Conchigliu, au sud du village de Barrettali
- le Brachelle, Brachelle
- Le Case Nove, Casanova
- lo Petricagio, Petricaggio
- Balsia, Balsce à l'est du village, disparu
- la Torre, Torre
- lo Feno, Fieno, abandonné au XVIIIe siècle, ruiné depuis
- le Mascaragie, Mascaracce
- Caselucchie,
- Novella, Novella inhabité depuis 1930.
- Minerbio, Minerbio

Minervio fondé jadis par les Romains qui y rendaient un culte à Minerve, a souvent été ravagé par les Barbaresques, notamment en 1563 par Mami Pacha de Pino, et en 1586.

## Histoire

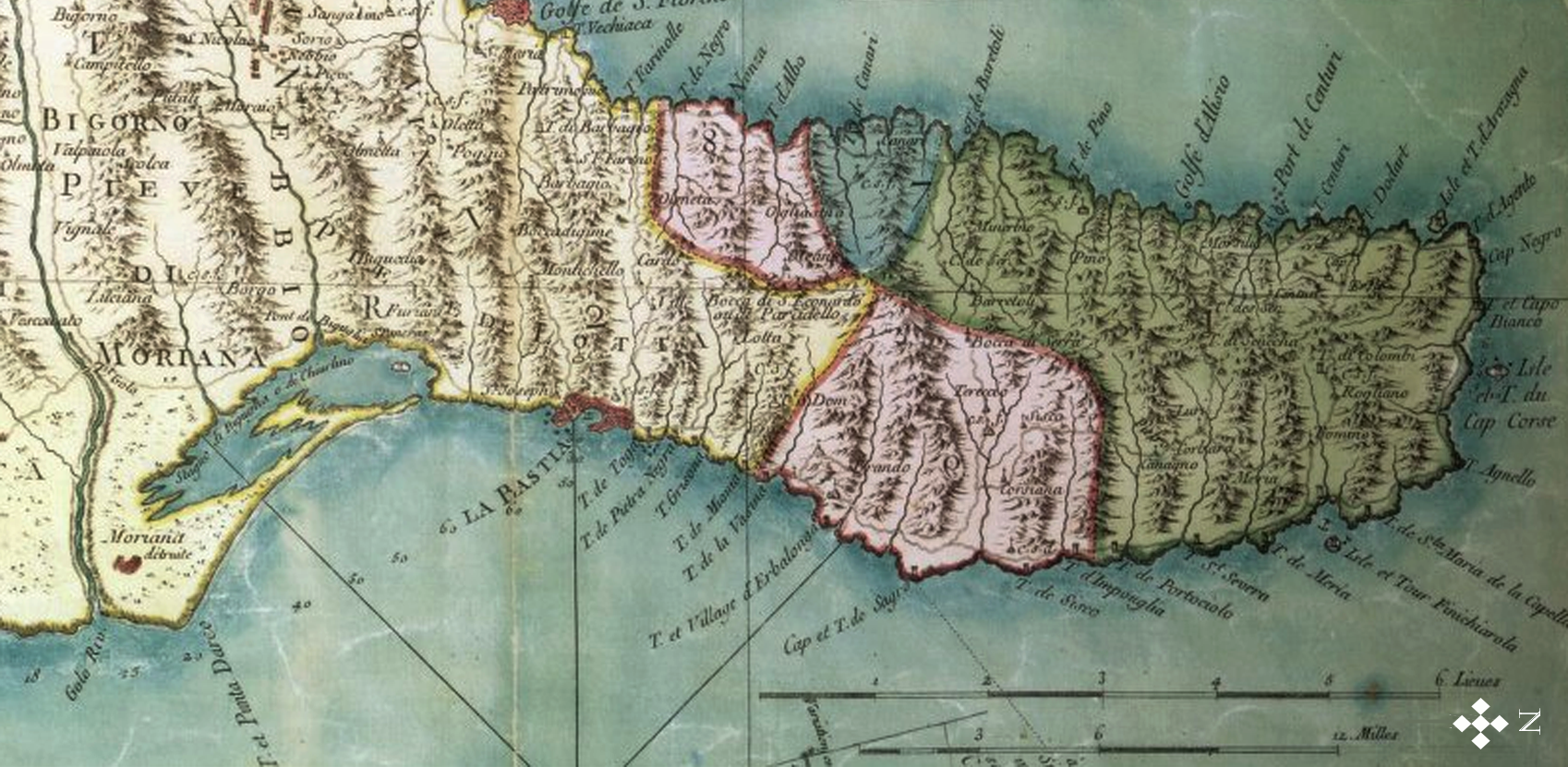
Le Cap Corse sur la Carte militaire de l'isle de Corse chez Le Rouge (A Paris) 1768

Vers 844, Boniface II marquis de Toscane et « tutor corsicæ » abandonne l'île aux Sarrasins qui pillaient ses côtes depuis 714. Ils avaient brûlé Nonza en 734, et détruit la ville de Nebbio en 824.
Vers 860, commence une lente et anarchique reconquête de l'île sur les Maures et leur roi Ferrandino. La féodalité apparait avec Ugo Colonna, praticien romain nommé comte de Corse par le pape. Ugo Colonna était accompagné de ses fils et de leurs compagnons, les uns romains, les autres mayençais surnommés « les Français » car venus du royaume franc d'Austrasie.
Le nord-est de la Corse est reconquis par Oberto, un descendant de Boniface marquis toscan fondateur de Bonifacio, avec l'aide d'Amondino (ancêtre des Amondaschi), le concours du génois Ydo (ou Ido) chef des Peverelli seigneurs de la partie du Cap Corse s'étendant d'Olcani à La Chiappella.
La communauté de Canari a dépendu des Peverelli de la fin du IXe siècle à 1167.
- 1167 : les Avogari s'emparent de Canari et d'Ogliastro.
- 1336 : à la mort de Jean Avogari, André l'un de ses trois fils hérite de Canari et du tiers nord-ouest de l'actuelle commune d'Ogliastro.
- 1417 : Vincentello d'Istria, vice-roi de Corse, soutenu par l'Aragon, emprisonne André de Gentile seigneur de Canari au castel d'Orese, près d'Ocana. Il fera de même en 1419 avec Urbain da Mare, fils de Colombano.
- 1424 : Gênes aide Giudicello d'Ornano[Note 2] à prendre Orese, délivre André de Gentile et lui apporte son soutien pour prendre Sisco et Pietracorbara à Mathieu de Gentile, seigneur de Brando et ami de Vincentello d'Istria.
- 1483 : les 6 fiefs du Cap font promesse de vassalité à l'Office de Saint Georges.
- 1491 : Gesalmina, veuve de Rinuccio di Leca, seigneur de Vico mort en déportation en 1490, se remarie au Génois Gerolamo Gentile, qui devient ainsi seigneur de Canari. Elle sera héritière de son frère Vincenzio.

De 1506 à 1536, les deux fiefs de Canari comprenant Sisco et Pietracorbara (sans Erbalunga) sont unis et sont sous la domination de Paris Gentile, héritier de son frère Gerolamo Gentile et seigneur de Brando.
- 1511 : Gênes fait assassiner le comte Rinuccio Della Rocca, dernier seigneur dans l'île. Les fiefs corses ne jouent plus aucun rôle politique.
- 1536 : Paris Gentile vend le fief de Canari (sans Sisco et Pietracorbara) à un Romain du nom de Pier Battista Cenci (?-1579). À cette occasion, les Santelli, anciens seigneurs de Canari, prennent le nom de Santelli-Cenci car ils prétendent se rattacher à la famille romaine des Cenci (ils prendront le nom de Cenci plus tard, vers 1601).

Lors de la guerre de Sampieru, Pier Battista Santelli-Cenci prend le parti de Sampieru, tandis que son propre fils, Antonio Santelli-Cenci, prend le parti des Génois. Ce dernier se fait tuer à la bataille de Caccia.
- 1554 : en représailles à l’appui apporté par certains seigneurs aux Français et à Sampieru, le château de Canari et le village de Linaghje sont brûlés par l’amiral génois Andrea Doria. Une partie de la famille Mattei qui habite ce hameau se réfugie dans la commune voisine de Barrettali.
- 1558 : les Français reprennent le Cap Corse. Pour se venger, cette fois, de ceux qui avaient pris parti pour les Génois, les troupes envoyées par Bertrand des Masses, gouverneur de Saint-Florent, ravagent Canari.
- 1580 : Horatio (Oraziu) Santelli Cenci (?-1595), second fils d’Antonio, est reconnu par Gênes comme héritier du fief.

À la mort d’Horatio, le pouvoir hésite un temps entre un oncle, le « Meliaduce », et Pier Battista Santelli II, fils d’Horatio et de Vittoria Gentile de Brando. C’est Pier Battista II qui conserve finalement le fief et le transmet à son fils Laurent Enzo Santelli qui sera colonel de la Garde pontificale au Vatican.
Au début du XVIIe siècle le fief de Canari comptait environ 2 500 habitants. Les lieux habités étaient alors Canari, Salisse, Marsoga, li Olmi, lo Solaggiola, Pinzuta, le Piazze, Ichina, lo Vignale, la Marincha, Baretali, Conchiglie, Balsia, lo Petricaccio, lo Feno, la Torre, le Brachelle, la Mascheraccia, Rigaglia, Minerbio et la Figagiola.
- 1625 : les Génois prennent en main l'administration des fiefs de Nonza et Brando qui n'existent alors plus que de noms ; seul subsiste le fief de Canari.
- 1641 : les droits sur le fief de Canari de Paul de Gentile (petit-fils de Barbara da Mare décédée en 1582) sont achetés par Gênes
- 1710 : la seule fille du colonel Santelli, Victoria (épouse du comte d'Albion, ambassadeur de France au Vatican), est contrainte de vendre le fief à un noble génois du nom de Lucco Ottavio Fieschi, qui le conserve jusqu’en 1768, date de la vente de la Corse à la France par Gênes.
- 1762 : la piève de Canari se rallie à Pascal Paoli.
- 1768 : la Corse passe sous administration militaire française.
- 1788 : Barrettali et Pino sont distraits de la piève de Luri et rattachés à celle de Canari[3].
- 1789 : la Révolution supprime la province du Cap Corse. Elle crée le département de Corse qui sera en 1793 divisé en deux départements : Golo et Liamone.
- 1790 : la pieve de Canari devient le canton de Canari.
- 1793 : Le canton de Canari est supprimé. Canari est intégré dans le canton de Santa-Giulia (ancienne pieve de Nonza, incluant également Ogliastro, Olcani, Nonza et Olmeta-di-Capocorso) tandis que Barrettali et Pino intègrent le canton de Seneca (ancienne pieve de Luri).
- 1794 : avec l'aide des Anglais (flotte de l'amiral Hood), Paoli devient maître de presque toute l'île. Londres impose le vice-roi Gilbert Elliot. Sous l'occupation anglaise, le canton de Canari est créé ; le juge de paix est dit "sherif". Mais avec l'arrivée des troupes françaises des généraux Gentile et Casalta débarquées à Macinaggio, les Anglais quittent vite la Corse.
- 1797 - 1972 : Canari fait partie du canton de Nonza.
- 1973 : Canari intègre le nouveau canton de Sagro-di-Santa-Giulia.

## La pieve civile
Sur le plan civil, Canari était l'une des 4 pièves que comptait la province du Cap Corse (Brando, Canari, Capocorso et Nonza). Ces pièves avaient à leur tête un lieutenant.
Au XVIIe siècle Canari était l'une des 5 pièves judiciaires que comptait la province du Cap Corse (Barrettali, Canari, Luri, Sisco et Tomino).

Au-dessus de ces 5 pièves se trouve le tribunal provincial de la Tour du Cap (à Rogliano) qui était aussi le centre de la province civile du Capo Corso.
Au début du XVIIIe siècle, avant les événements qui, dès 1729, agitèrent cette région pendant la grande révolte des Corses contre Gênes, l’abbé Francesco Maria Accinelli à qui Gênes avait demandé d'établir à des fins militaires une estimation des populations à partir des registres paroissiaux, avait rapporté (texte en italien) : « Incontarsi in la medema Costiera il feudo di Canari, che contiene 13 villagi con 900. circa anime, et un monastero di Zoccolanti... ».
Après la Révolution en 1794, est créé le canton de Canari.

## La pieve religieuse
Sur le plan religieux, la pieve de Canari était dans le diocèse du Nebbio, sous l'autorité de l'évêque de Nebbio près de Saint-Florent, avec les pievi de Nonza, Patrimonio, San Quilico et Santo Pietro.

### Le centre de la pieve
Pieve est le village central de Canari. Comme son nom l'indique, il était déjà au Moyen Âge la piévanie.
Les travaux entrepris pour l'aménagement de la place du Campanile, ont permis la découverte près du clocher de l'abside d'une église préromane qui devait être dans l'antiquité, l'église principale.

#### L'église piévane

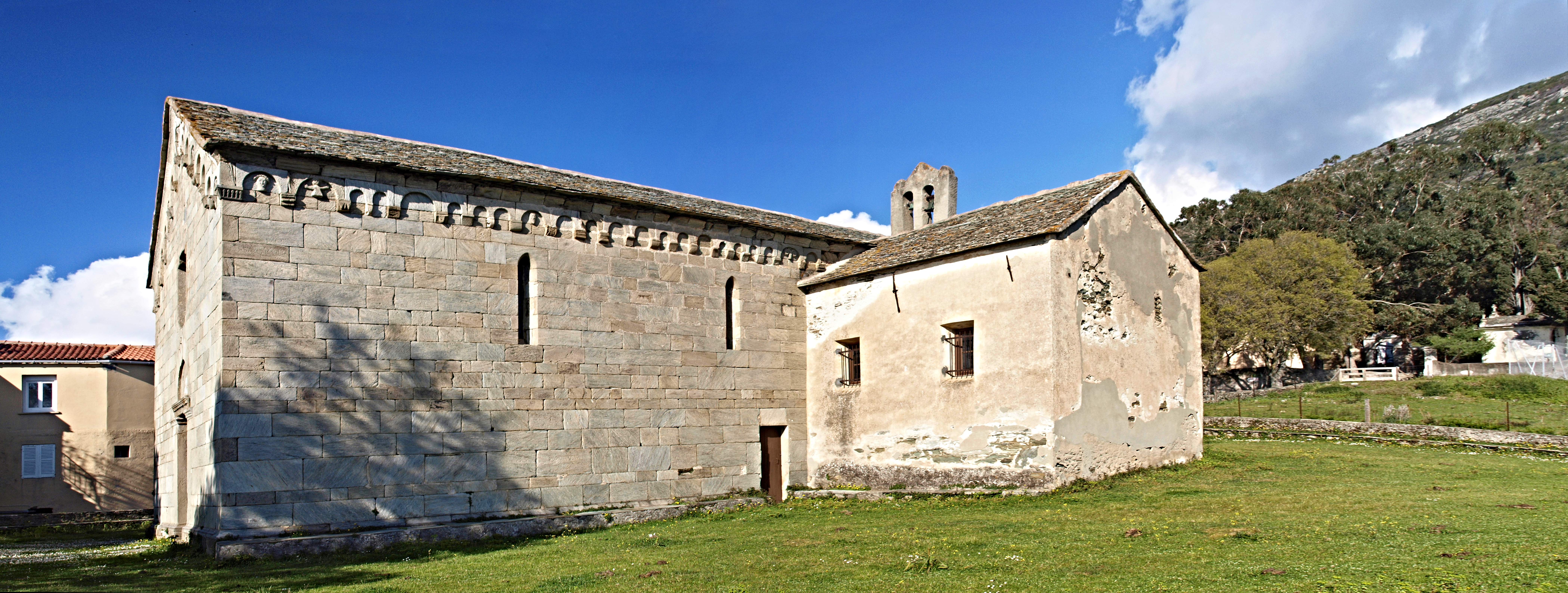
Santa Maria Assunta

L'église Santa Maria Assunta qui date du XIIe siècle, est située à Pieve. Elle était le centre religieux de la piève. Cet édifice roman pisan est remarquable par sa construction toute en pierres de schiste vert à joints vifs bien appareillées et couvert de lauzes. Elle a été remaniée au XVIIIe siècle.
Propriété de la commune, l'église est inscrite aux Monuments historiques par arrêté du 24 janvier 1995.